# シェリル・ステューダー
シェリル・ステューダー（Cheryl Studer, 1955年10月24日 - ）は、アメリカ合衆国の声楽家、ソプラノ歌手。ミシガン州のミッドランドに生まれる。12歳より声楽を学び、オハイオ州オバーリン音楽院、テネシー大学で研鑽を積む。1978年にはメトロポリタン・オペラの主催するコンクールで優勝し、その後、ウィーン音楽アカデミーに留学し、ハンス・ホッターに強い影響を受けたとされる。
アメリカでのコンサート活動の後、1980年にミュンヘン・オペラと契約を結び、1981年にはスメタナ『売られた花嫁』のマリーを歌いデビューする。1982年-1984年にはダルムシュタット国立歌劇場で、1984年-1986年にはベルリン・ドイツ・オペラで活動している。
彼女がスターダムにのし上がる契機は1985年のバイロイト音楽祭にジュゼッペ・シノーポリ指揮でワーグナー『タンホイザー』のエリーザベトを歌い、成功を収めたことであり、その後は更に活動の場を広げていった。また、シノーポリの他にもジェームズ・レヴァイン等、著名な指揮者からの信頼も厚く、イタリアオペラにも幅広いレパートリーを持つ。